# Aiguamurcia
Aiguamurcia(legalmente en catalán Aiguamúrcia)es un municipio español, situado en la provincia de Tarragona, en la comarca del Alto Campo. La sede del ayuntamiento está en Santes Creus.
Es el municipio más grande de la comarca, situado en las montañas que separan el Panadés del Campo de Tarragona. Limita al norte con Querol y Pontons, al este con Montmell, al sur con Vilarrodona y en el oeste con Pont de Armentera y Pla de Santa María. 

## Etimología
El nombre del municipio proviene del pueblo de Aiguamurcia, antiguamente capital del municipio. Algunos creen que la forma medieval Aqua Murcia significa 'agua encharcada', aunque otros documentos denominaban el pueblo con otro nombre, Dayna Murcia (1192).

## Símbolos
A principios de 2009, los servicios de la Generalidad de Cataluña no registraban el uso reglamentado de emblema o escudo oficial en este municipio.
La página web del ayuntamiento exhibe un emblema en forma de sello ovalado, donde se observa una cruz patriarcal, patada en sus extremos, acostada de la inscripción SANTES CREUS y superada de una estrella, el conjunto orlado de la inscripción AYMVRYPOP-S.

## Geografía humana

### Demografía
Cuenta con una población de 957 habitantes (INE 2024).
| Gráfica de evolución demográfica de Aiguamurcia entre 1842 y 2021 |
| |
| Población de derecho según los censos de población del INE Población de hecho según los censos de población del INEEn este censo se denominaba Aigua Murcia: 1842 En estos censos se denominaba Aiguamurcia: 1857, 1860, 1877, 1887, 1897, 1900, 1910, 1920, 1930, 1940, 1950, 1960, 1970 y 1981 Entre el censo de 1857 y el anterior, crece el término del municipio porque incorpora a 435001 (Alba) y 435023 (Selma) |

| Núcleo de población            | Hab.<!R4> |
| ------------------------------ | --------- |
| Aiguamurcia                    | 65        |
| Albà, l'                       | 28        |
| Ordres, les                    | 8         |
| Pla de Manlleu, el             | 125       |
| Planeta, la                    | 0         |
| Pobles, les                    | 166       |
| Santes Creus                   | 146       |
| Urbanización el Mas d'en Parés | 99        |
| Urbanización els Manantials    | 82        |
| Total                          | 719       |

La población está diseminada por el término municipal entre varios núcleos de población.

### Economía
La economía de Aiguamurcia es eminentemente rural, formada por masías y pequeños núcleos habitados, se vive exclusivamente de la agricultura y ganadería. Lo que más se cultiva es la viña, como antaño, aunque la filoxera provocó una dismunición de producción. Hoy en día es mayoritario vender el racimo a otros productores de vino de otras comarcas. Antiguamente se había cultivado el almendro y cereal pero hoy en día ya no es rentable. Con la pérdida de población del municipio, hay muchas tierras sin cultivar, así como pequeños campos cultivados por el propietario. La ganadería de ovino aumentó en las últimas décadas, así como las aves y el porcino. El municipio cuenta con tres escuelas públicas de educación primaria. Las instalaciones deportivas incluyen un campo de fútbol en Les Pobles. La actividad turística es reducida, y se vincula principalmente al Monasterio de Santes Creus en el núcleo de Santes Creus.

## Administración y política
| Periodo   | Nombre                     | Partido |
| --------- | -------------------------- | ------- |
| 2003-2007 | Josep Jesús Escoda Anguera | CiU     |
| 2007-2011 | Josep Jesús Escoda Anguera | CiU     |

### Elecciones municipales
| Partidos Políticos | %                          | Votos          | Concejales |
| ------------------ | -------------------------- | -------------- | ---------- |
| CiU IMA-EPM PSC PP | 35,95% 29,74% 24,64% 7,66% | 197 163 135 42 | 3 2 0      |

| Partidos Políticos | %             | Votos   | Concejales |
| ------------------ | ------------- | ------- | ---------- |
| CiU PSC            | 50,98% 45,08% | 233 206 | 4 3        |

| Partidos Políticos | %             | Votos   | Concejales |
| ------------------ | ------------- | ------- | ---------- |
| CiU PSC            | 50,84% 46,48% | 210 192 | 4 3        |

| Partidos Políticos | %             | Votos   | Concejales |
| ------------------ | ------------- | ------- | ---------- |
| CiU PSC            | 51,92% 47,30% | 202 184 | 4 3        |

| Partidos Políticos | %             | Votos   | Concejales |
| ------------------ | ------------- | ------- | ---------- |
| PSC-PSOE CiU       | 50,27% 48,91% | 185 180 | 4 3        |

| Partidos Políticos | %             | Votos   | Concejales |
| ------------------ | ------------- | ------- | ---------- |
| PSC-PSOE CiU       | 51,64% 47,20% | 221 202 | 4 3        |

| Partidos Políticos | %             | Votos   | Concejales |
| ------------------ | ------------- | ------- | ---------- |
| PSC-PSOE CiU       | 51,04% 48,73% | 221 211 | 4 3        |

| Partidos Políticos  | %                   | Votos      | Concejales |
| ------------------- | ------------------- | ---------- | ---------- |
| PSC-PSOE CiU CC-UCD | 46,88% 46,59% 6,53% | 165 164 23 | 4 3 0      |

Fuentes de datos: MUNICAT